# Helen Cristina Santos Luz
Helen Cristina Santos Luz, coneguda esportivament com Helen Luz o Helen, (Araçatuba, São Paulo. 23 de novembre de 1972) és una exjugadora de bàsquet i comentarista esportiva brasilera, campiona del Món (1994) i medalla de bronze als Jocs Olímpics de Sidney 2000 amb la selecció brasilera.

## Biografia
Base i escorta, forma part de la nissaga dels Luz, els quals han destacat per competir internacionalment amb la selecció brasilera de bàsquet. Competí a diversos equips de la Lliga brasilera entre 1994 i 2001, guanyant dos Campionats de Brasil (1999, 2000), quatre Copes (1991, 1994, 1995, 1997) i un Campionat del Món de clubs (1993) amb el Ponte Preta, juntament amb altres jugadores com Magic Paula, Hortência Marcari i la seva germana Silvia. La temporada 2001-02 continuà la seva carrera a l'estranger. Debutà a la Lliga espanyola amb el Mann Filter Zaragoza (2003-04) i posteriorment jugà a l'UB Barça (2004-06). Amb el club blaugrana es proclamà campiona de Lliga espanyola (2004-05) i catalana (2005-06). També competí amb el Rivas Futura (2006-07), Cadí la Seu (2007-08), guanyant una segona Lliga catalana, i Hondarribia Irún (2008-10), aconseguint dues Copes del País Basc. També competí amb el Dinamo Novosibirsk de la Lliga russa i amb les Washington Mystics (2001-03) de la WNBA.
Internacional amb la selecció brasilera entre 1991 i 2010, fou una de les jugadores habituals de la canarinha durant la dècada del 1990 i 2000. Es proclamà campiona del Món (1994) i participà a tres Jocs Olímpics, Barcelona 1992, Sidney 2000, aconseguint la medalla de bronze, i Atenes 2004. També es proclamà campiona Sud-americana en sis ocasions i guanyà tres títols de Copa Amèrica.
Després de competir la temporada 2010-11 amb l'Americana de Brasil, es retirà esportivament el febrer de 2011 amb 38 anys. El mateix mes fou homenatjada en reconeixement de la seva trajectòria esportiva al bàsquet brasiler.
Posteriorment, ha estat vicepresidenta de la Lliga brasilera de bàsquet femenina entre 2014 i 2017. Per altra banda, ha format part del quadre de comentaristes en les transmissions de les finals de la NBA per la ESPN WNBA, NCAA i també en Campionats del Món masculí i femení.

## Palmarès
Clubs
- 1 Campionat del Món de bàsquet femebí (1993)
- 2 Campionats de Brasil de bàsquet femení (1999, 2000)
- 4 Copes brasileres de bàsquet femenina (1991, 1994, 1995, 1997)
- 1 Lliga espanyola de bàsquet femenina (2004-05)
- 2 Lligues catalanes de bàsquet femenina (2005-06, 2007-08)
- 2 Copes del País Basc de bàsquet femenina (2008-09, 2009-10)

Selecció brasilera
- 1 medalla d'or al Campionat del Món de bàsquet femení (1994)
- 1 medalla de bronze als Jocs Olímpics de Sidney 2000
- 3 medalles d'or a la Copa America de bàsquet femení (1997, 2001, 2009)
- 1 medalla d'argent a la Copa America de bàsquet femení (1993)
- 7 medalles d'or al Campionat Sud-americà de bàsquet femení (1991, 1993, 1997, 1999, 2005, 2006, 2010)